# Lars Albrektsson
Lars Albrektsson, Laurentius, död cirka 1307, var en svensk biskop i Linköpings stift mellan 1292 och 1307. Han invigde Sanda kyrka på Gotland.

## Biografi
Lars tros ha tillhört släkten Lillie och nämndes första gången som riksråd. Han utsågs efter en tvist till biskop i Linköpings stift och invigdes i Skara domkyrka i september 1292 av biskopen Brynolf Algotsson. Lars utfärdade 28 augusti 1293 ett skyddsbrev till Vreta kloster och befriade dom från alla utskylder till biskopen, med undantag för de egendomar, som brukade av förpaktare. Han nämns sista gången 30 mars 1307 i en urkund, då han fick en förläning av hertigarna Erik och Valdemar.